# توقيت بنغلاديش

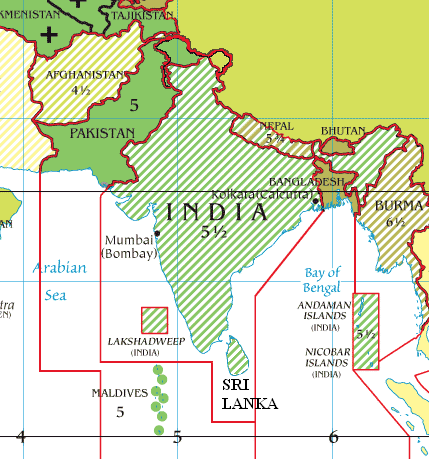

توقيت بنغلاديش هو ت ع م+06:00. اتبعت بنغلاديش التوقيت الصيفي عام 2009 لغرض التقليل من استهلاك الكهرباء في البلاد ولكن الحكومة ألغت التوقيت الصيفي في العام 2010.

## قاعدة بيانات المناطق الزمنية
إن المنطقة الزمنية لبنغلاديش وفق قاعدة بيانات المناطق الزمينة (IANA) هي Asia/Dhaka.